# Игровая кампания
Игровая кампания — режим однопользовательской компьютерной игры, включающий в себя набор миссий, объединённых сюжетной линией. Чаще всего в кампании участвует один герой.

## Кампания в ролевых играх
В ролевых играх кампания — непрерывная сюжетная линия, с участием одних и тех же персонажей. Кампания может иметь или не иметь завершения. Некоторые аспекты почти всегда остаются неизменными на протяжении всей кампании. Например, настройки кампании.

## Виды кампаний
- Главной целью hack and Slash, kick in the door или dungeon crawl — убивать монстров и искать сокровища.
- Wargame сосредоточена на военной и политической деятельности, связанной с делами вымышленных городов.
- A four colour или superheroic похожи на комиксы.
- Детективная кампания сфокусирована на тайнах, которые должны раскрыть игроки. Это могут быть обычные преступления или загадки, связанные с паранормальными явлениями.